# Emilio Grazioli
Emilio Grazioli (26. října 1899 Zibido San Giacomo – 15. června 1969 Milán) byl italský fašistický politik a lublaňský vysoký komisař.

## Životopis
Působil jako odborový předák a tajemník Národní fašistické strany v Terstu, který jako znalec slovinských poměrů převzal 18. dubna 1941 civilní správu nad Italy okupovanou oblastí kolem Lublaně. Královským dekretem ze dne 3. května 1941 byla zřízena Lublaňská provincie a Grazioli se stal jejím prvním vysokým komisařem (Alto Commissario provinciale). Funkci zastával do 15. června 1943, kdy ho vystřídal dr. Giuseppe Lombrassa. Již v březnu 1943 byl Grazioli jmenován prefektem v provincii Catania, funkci převzal až v červnu 1943 a opustil ji již 10. srpna 1943. Grazioli poté od října 1943 zastával funkci prefekta provincie Bergamo v Italské sociální republice. V březnu 1944 se stal prefektem v provincii Ravenna a od října 1944 do dubna 1945 byl prefektem provincie Torino. Po druhé světové válce byl souzen.